# 交通部公路局工程材料技術所
交通部公路局工程材料技術所是位於中華民國新北市新莊區的研究工程機構，隸屬交通部公路局。專門研究公路工程材料與土壤的耐久、分解與特性等。內部設置圖書館，但與農業部獸醫研究所一樣不對外開放。

## 歷史
- 1951年6月，省公路局成立臺灣省公路局土壤試驗室於臺北市公園路7號，專司鑑定道路土壤性能與瀝青、水泥材料精密試驗。
- 1955年，更名為臺灣省公路局材料試驗室，遷址至臺北市景美區三福街12號。
- 1966年，改制為正式機關臺灣省公路局材料試驗所。
- 1975年，遷至臺北縣新莊市新泰路211號（現址）
- 1999年精省後隨公路局改隸交通部，更名為交通部公路局材料試驗所。
- 2002年，再隨公路局更名而改為交通部公路總局材料試驗所。
- 2023年9月15日，再隨公路總局更名改制而改為交通部公路局工程材料技術所。

## 組織架構
- 所長
  - 副所長
  - 正工程司

行政業務單位
- 結構科：設有混凝土室、應力室、塗料室
- 路面科：設有瀝青室、品檢室、R值室
- 技術科
- 秘書室
- 人事機構
- 主計機構
- 政風機構

## 外部連結
- 交通部公路局工程材料技術所 （页面存档备份，存于）